# الاعتلال العصبي البصري السام والغذائي
الاعتلال العصبي البصري السام والغذائي هي مجموعة من الاضطرابات الطبية التي تؤدي إلى ضعف في الإبصار بسبب تلف في العصب البصري نتيجة للتعرض لمواد سامة أو لسوء التغذية، تتنوع أسباب هذه الاضطرابات، ولكنها تشترك في الأعراض والعلامات.

## الأعراض
يعاني المريض في حالة الاعتلال البصري السام والغذائي من فقد بصر غير مؤلم في العينين بشكل تدريجي وتقدمي، كما يعاني من عمى ألوان جزئي، والذي يعد أول الأعراض فبعض المرضى يلاحظون أن لونا معينا وخصوصا اللون الأحمر يصبح أقل إشراقا من بقية الألوان، وآخرون يفقدون رؤية هذا اللون تماما، كما يعاني المريض من نقص حدة الإبصار، الذي يبدأ بضباب في نقطة التثبيت يتبعها انخفاض تدريجي في حدة الإبصار ولكن نقص حدة الإبصار أكثر من 20 /400 يعتبر أمرا نادرا إلا في حالات تعاطي الميثانول، أما الرؤية المحيطية فإنها تنجو، لأن فقد الإبصار في حالة الاعتلال العصبي يتضمن عتمة مركزية، وقصور في المجال البصري على نقطة التثبيت أو ما حولها، ويتم الكشف عن هذا الخلل بواسطة اختبار المجال البصري. وعند فحص تعطي حدقة العين السليمة استجابة طبيعية للضوء، أما في حالة الفقد الجزئي للبصر فإن الاستجابة تكون ضعيفة أو معدومة، وعند فحص قاع العين نجد أن القرص البصري منتفخ أو محمر أو به نزيف .

## الأسباب

### الاعتلال العصبي البصري السام
هناك عدة أسباب للاعتلال العصبي البصري السام، من بينهم تناول الميثانول (كحول الخشب)، والايثيلين جليكول (المانع لتجمد السيارات)،و الديسلفرام (الذي يستخدم لعلاج إدمان الكحوليات)، والهيدروكينول المهجنة، والايزونيازيد (عقار يستخدم لعلاج السل) ،وبعض المضادات الحيوية مثل (linezoid وchloramphenicol)، ويعتبر التبغ عاملا أساسيا أيضا في حدوثه.

### الاعتلال العصبي البصري الغذائي
يعتقد أن السبب السائد للاعتلال العصبي البصري الغذائي هو نقص فيتامينات بي المركب، وخاصة الثيامين (فيتامين بي1)، الكوبالامين (فيتامين بي12) والنحاس مؤخرا. يبدو أن نقص البيريدوكسين (فيتامين بي6)، النياسين (فيتامين بي3)، الريبوفلافين (فيتامين بي2)، و/أو حمض الفوليك تلعب دورا أيضا لكن ليس بشكل مؤكد. هؤلاء الأفراد الذين يستهلكون كميات مفرطة من الكحول ويستخدمون التبغ معرضون لخطر أكبر لأنهم يميلون إلى سوء التغذية. أولئك الذين يعانون من فقر الدم الخبيث معرضون أيضا للخطر نتيجة لضعف قدرة الامعاء الدقيقة على امتصاص فيتامين بي12.

## التغيرات الفسيولوجية
كل عوامل الخطر السابقة تؤثر على عملية الأكسدة الفسفورية في الميتوكوندريا، لذلك فإن الاعتلال العصبي البصري السام والغذائي ما هو إلا تشوهات في ميتوكوندريا العصب البصري، والصورة السريرية له مطابقة لتلك التي تظهر في أمراض تشوهات الميتوكوندريا الخلقية مثل "Leber's Heriditary disease و "Kjer's optic nerve disease"

## التشخيص
عادة يتم التشخيص عن طريق أخذ تاريخ مرضي مفصل وفحص دقيق للعين، وإذا أشار التاريخ المرضي بوضوح لوجود هذا المرض، فإنه يجب إجراء تصوير عصبي للتأكد من وجود المرض، وفي الحالات التي يشتبه فيها وجود اعتلال عصبي سام أو غذائي فإنه يتطلب إجراء تصوير عصبي، ورنين مغناطيسي، وفحوصات فيزيائية للكشف عن وجود سموم معينة أو نقص في التغذية، ومن هذه الفحوصات؛ فحص نسبة الميثانول في الدم، وتحليل فيتامين B12.

## العلاج
يتم علاج الاعتلال العصبي السام بتحديد المادة السامة وإزالتها، ويعتمد ذلك على الفرد المصاب وطبيعة المادة السامة والفترة التي تم التعرض فيها لها ودرجة فقدان البصر، أما في حالة اعتلال العصب البصري الغذائي؛ فإنه يتم علاجه بتحسين التغذية واتباع نظام غذائي متوازن غني بالبروتين والخضروات الورقية والمكملات من الفيتامينات مثل الثيامين وفيتامين ب 12 وحمض الفوليك، والحد من التدخين، وأيضا تعتمد درجة الشفاء على الفرد المصاب ودرجة فقدان البصر، وتعود الرؤية لطبيعتها خلال أيام أو أسابيع، أو حتى شهور لاستعادة البصر، مع وجود خطر الفقدان الدائم للبصر.

## علم الأوبئة
في الدول الصناعية تعتبر هذه الاضطرابات غير شائعة ولكنها تحدث نتيجة سوء استخدام بعض الأدوية والتبغ والكحول، وتعتبر أكثر حدوثا في الدول النامية خاصة تلك التي تعاني من المجاعات.